# Zerbe Run
Zerbe Run (auch bekannt als Zerbe Creek) ist ein Nebenfluss des Mahanoy Creek im Northumberland County, Pennsylvania. Der 13,4 km lange Fluss strömt durch Coal Township, Zerbe Township und Little Mahanoy Township. Das Einzugsgebiet des Flusses hat eine Größe von 34 km². Im Unterlauf ist der Fluss belastet durch früheren Bergbau, doch der Oberlauf ist unbelastet. Mehrere Bergwerke entwässern den Fluss oder seine Zuflüsse; der Zerbe Run liegt in der Nähe des Western Middle Anthracite Field.
Zerbe Run ist einer der größeren Zuflüsse des Mahanoy Creek, und sein Einzugsgebiet trägt mit 8,1 Prozent zum Einzugsgebiet des Vorfluters bei. Zahlreiche Brücken führen über den Fluss.

## Lauf

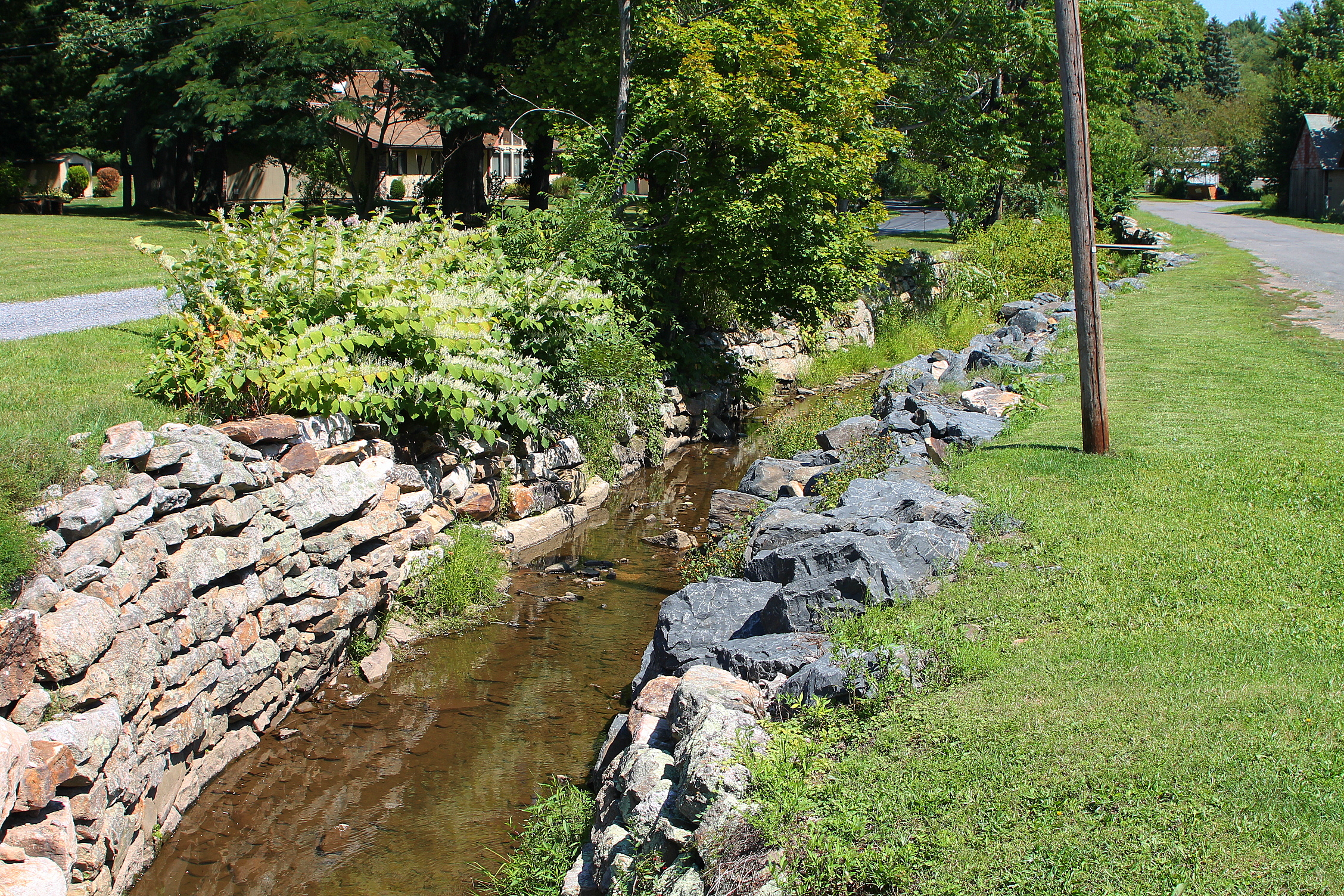
Zerbe Run in Trevorton

Zerbe Run entspringt in einem Tal zwischen zwei langgedehnten Bergketten (Big Mountain und Little Mountain) in der Coal Township. Der Bach strömt zunächst einige hundert Meter in einer westsüdwestlichen Richtung in die Zerbe Township hinein nach Trevorton. Das Gewässer fließt dann einige Kilometer lang durch die Zerbe Township und Trevorton, fließt durch einen Tümpel und unterquert die Pennsylvania Route 890. Dann wendet sich der Zerbe Run für einige hundert Meter nach Westnordwesten, empfängt einen unbenannten Zufluss von links und nimmt dann die westsüdwestliche Fließrichtung wieder auf. Der Fluss unterquert dann die Pennsylvania Route 225, die dann mehrere Kilometer lang dem Flusslauf folgt. Einige hundert Meter weiter empfängt der Zerbe Run einen weiteren Zufluss von links und verlässt einige hundert Meter weiter die Zerbe Township und erreicht die Little Mahanoy Township. Hier wendet sich der Fluss nach Südwesten und folgt dieser Richtung fast zwei Kilometer, wobei zwei weitere unbenannte Zuflüsse von links einmünden, bevor der Zerbe Run seine Mündung in den Mahanoy Creek erreicht, 17,28 km oberhalb von dessen eigener Mündung in den Susquehanna River.

## Hydrologie
Einige Abschnitte des Einzugsgebietes des Zerbe Run gelten durch Abwässer aus dem aufgegebenen Bergbau als belastet. An vier Stellen im Einzugsgebiet wird die verlassene North Franklin Mine entwässert. Feuchtgebiete können geeignet sein, dieses Grubenwasser passiv zu behandeln. Bei Trevorton gibt es entlang des Baches größere Ansammlungen von Schluffen. Die Auswirkungen des Grubenwassers auf die Wasserqualität ist davon abhängig, wie viel unbelastetes Wasser vom Oberlauf zufließt.
2001 wurde bei Analysen festgestellt, dass der Zerbe Run bei Niedrigwasser ein saueres Gewässer ist und bei höheren Abflussmengen sind die Bedingungen fast neutral. Im März und August 2001 belief sich der durchschnittliche Abfluss am Oberlauf auf 0,226 bzw. 0,018 m³/s und 7,4 km flussabwärts auf 0,855 bzw. 0,123 m³/s. Im März und August 2001 belief sich die Alkalinität bei Trevorton auf 11 bzw. 49 mg/l und flussabwärts auf-3 bzw. −20 mg/l. Im März und August 2001 war der pH-Wert des Wasserlaufes bei Trevorton 7,0 bzw. 7,2, und am Unterlauf 4,3 bzw. 6,0.
Im März 2001 belief sich die Konzentration an Aluminium im Zerbe Run bei Trevorton auf 0,04 mg/l, während sie im August des Jahres auf 0,02 mg/l. Flussabwärts erreichte sie im März 2001 0,10 mg/l und im August 2001 2,3 mg/l. Die Mangan-Konzentration bei Trevorton war 0,06 bzw. 0,02 mg/l, und 7,4 km abwärts belief sie sich auf 0,93 und 2,7 mg/l, jeweils im März und August 2001. Die Konzentration des gelösten Sauerstoffes in dem Wasserlauf wurde bei Trevorton mit 11,6 und 9,5 mg/l festgestellt, während sie flussabwärts im März und August 2001 11,5 bzw. 8,8 mg/l erreichte.
Die Konzentration an Nitraten im Zerbe Run war bei Trevorton 0,5 mg/l im März bzw. 0,72 mg/l im August 2001, während sie 7,4 km flussabwärts 0,50 bzw. 0,60 mg/l erreichte. Bei Phosphor lag der Gehalt zu beiden Zeitpunkten bei Trevorton bei 0,01 mg/l, und am Unterlauf bei 0,04 mg/l im März 2001 und bei 0,02 mg/l im August 2001. Bei den Sulfaten wurden im März 2001 10 mg/l bei Treverton und 99 mg/l flussabwärts gemessen. Im August 2001 wurden Werte von 8 mg/l bei Trevorton und 264 mg/l flussabwärts.

## Geographie

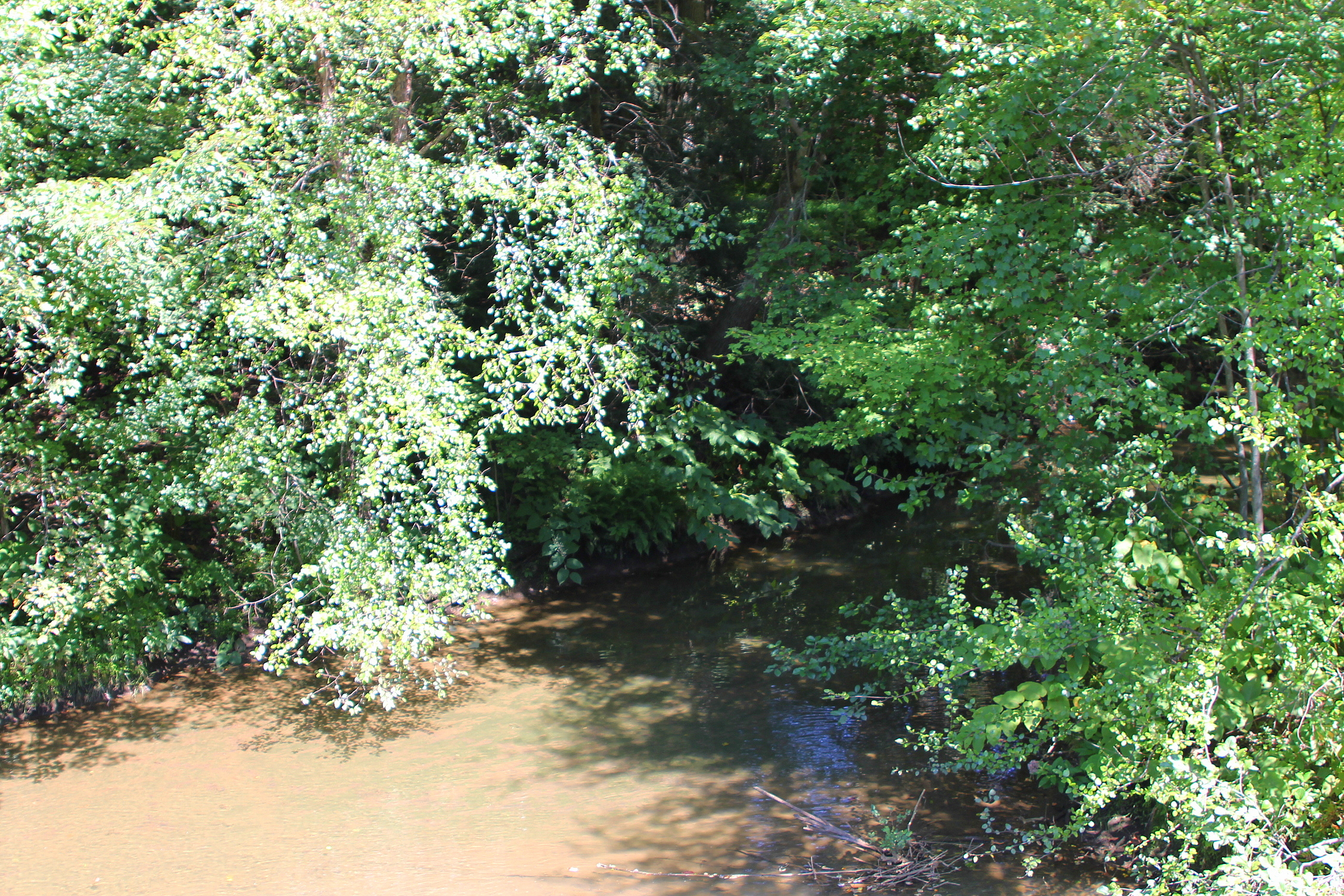
Mündung des Zerbe Run

Der Zerbe Run mündet in einer Höhe von etwa 155 m über dem Meeresspiegel. Die Quellhöhe liegt bei etwa 262 m.
Das Tal des Zerbe Run liegt zwischen Big Mountain im Norden und Little Mountain im Süden und hat eine Breite von etwa anderthalb Kilometern. Die Ortschaft Trevorton liegt in diesem Tal. Der Zerbe Run hat keine benannten Zuflüsse. Von den vier unbenannten Zuflüssen ist der am meisten aufwärts gelegene weitaus der längste.
Zu Beginn des 20. Jahrhunderts hatte der Zerbe Run an seiner Mündung eine Breite von 30 m und eine Tiefe von 1 m, und die Fließgeschwindigkeit war etwa 5 km/h. Das Quellgebiet des Flusses bilden mehrere Quellen östlich von Trevorton. Südlich von Trevorton anfallendes Grubenwasser wird in den Bach eingeleitet und verursacht dadurch, dass dieser zwischen Trevorton und der Mündung verschmutzt ist.
Die Sedimente haben bei Trevorton gemäß dem Munsell-Farbsystem eine dunkelbraune Färbung. Stromabwärts sind die Sedimente kräftig braun.

## Einzugsgebiet
Das Einzugsgebiet des Zerbe Run hat eine Größe von 34 km2. Die Mündung des Gewässers liegt unweit von Hunter im Planquadrat Sunbury des United States Geological Survey und die Quelle im Planquadrat Sunbury. Auf seinem Lauf durchquert der Zerbe Run das Planquadrat Trevorton.
Der Zerbe Run ist einer der bedeutenderen Wasserläufe im Einzugsgebiet des Mahanoy Creek. Er trägt 8,3 % zum Einzugsgebiet des Vorfluters bei. Der Großteil des aufgelassenen Bergbaugebietes liegt orographisch links. Im Einzugsgebiet gibt es mehrere Feuchtgebiete und Tümpel sowie ein Wasserreservoir.
Die Ufer des Zerbe Run können signifikant betroffen sein von Hochwasser. An zwei Stellen im Einzugsgebiet wird Grundwasser entnommen.

## Benennung und Brücken
Der Zerbe Run wird im Geographic Names Information System unter der Nummer 1191948 geführt und ist auch als Zerbe Creek bekannt. Tatsächlich war es eine Karte des USGS von 1965, in der der Fluss fälschlich als "Zerbe Creek" bezeichnet. 1969 stellt der Zivilingenieur Stephen P. Pousardien heraus, dass alle anderen Referenzen sich auf die Bezeichnung "Zerbe Run" bezogen und diese auch von Ortsansässigen verwendet wird. Einst war der Fluss auch als Little Mahanoy Creek bekannt; allerdings gibt es einen anderen Zufluss des Mahanoy Creek, der den Namen Little Mahanoy Creek trägt.
1904 wurde in Trevorton eine Stahlträgerbrücke gebaut, welche die 8th Street über den Zerbe Run führt. Das Bauwerk wurde 1997 ausgebessert und hat eine Länge von 8,2 m. Eine 11,6 m lange T-Träger-Brücke aus Beton wurde 1934 in Trevorton für die Pennsylvania Route 225 gebaut. Eine Stahlträgerbrücke führt seit 1950 in Raker State Route 3004 über den Fluss. Das 18,3 m lange Bauwerk wurde 2010 instand gesetzt. Südwestlich von Trevorton entstand 1996 ein 7,3 m weiter Durchlass aus Beton.
Teil der Pennsylvania State Game Lands Number 165 liegen in der nordöstlichen Ecke des Einzugsgebietes des Zerbe Run.

## Fauna und Flora
Das Einzugsgebiet des Zerbe Run ist als Coldwater Fishery und Migratory Fishery ausgewiesen. 2001 wurden in Trevorton und bei Dornsife Wirbellose beobachtet, aber keine Fische. In einen Teich im Einzugsgebiet des Zerbe Run, dem Zerbe Run Rod And Gun Club Pond, wurden Forellen eingesetzt.
2001 waren Hydropsychidae und Philopotamidae bei der Zählung in Trevorton häufig (25–100 Exemplare) sowie Leuctridae, Perlidae, Elmidae und Crydalidae waren üblich (10–24 Exemplare). Cambaridae, Zuckmücken und Edellibellen waren anwesend (3–9 Exemplare). Tipulidae, Simuliidae und Baetidae waren mit 1 oder 2 Exemplaren selten. An der anderen Stelle, an der 2001 der Zerbe Run untersucht wurden, waren außer den vorgenannten Taxa zusätzlich Schnaken, Hydropsychidae, Schlammfliegen und Flussjungfern, und alle waren selten.
Juncus biflorus, Bartonia paniculata und Lactuca hirsuta und eine weitere gefährdete Art sind am Zerbe Run in Zerbe Township und Coal Township heimisch. Kanadische Hemlocktanne, Rot-Ahorn, Gelb-Birke, Zimtfarn, Königsfarn, Carex laxiflora, Dreiblättriger Goldfaden und Maianthemum canadensis sind ebenfalls in dem Gebiet heimisch.
Ein Abschnitt des Run nahe seinem Quellgebiet ist gelistet im Northumberland County Natural Areas Inventory.

## Sonstiges
- Schwaben Creek, nächster Zufluss Mahanoy Creek flussabwärts
- Crab Run, nächster Zufluss des Mahanoy Creek flussaufwärts

## Belege
1. 1 2 3 4  Zerbe Run. In: Geographic Names Information System. United States Geological Survey, United States Department of the Interior, abgerufen am 2. Oktober 2016 (englisch).
2. 1 2 3 4 5  United States Geological Survey: The National Map Viewer. Ehemals im Original (nicht mehr online verfügbar); abgerufen am 15. Dezember 2015 (englisch). (Seite nicht mehr abrufbar. Suche in Webarchiven)  Info: Der Link wurde automatisch als defekt markiert. Bitte prüfe den Link gemäß Anleitung und entferne dann diesen Hinweis.
3. 1 2  Pennsylvania Gazetteer of Streams. (PDF) 2. November 2001, S. 154, abgerufen am 2. Oktober 2016 (englisch).
4. 1 2 3 4 5 6  Mahanoy Creek Watershed Conservation Plan. (PDF) 6. Oktober 2010, S. 18, 60, 64, 78, 239, 261, 287, 296, 305, abgerufen am 22. Dezember 2016 (englisch).
5. 1 2 3 4 5 6 7  Charles A. Cravotta: Effects of Abandoned Coal-Mine Drainage on Streamflow and Water Quality in the Mahanoy Creek Basin, Schuylkill, Columbia, and Northumberland Counties, Pennsylvania, 2001. (PDF) United States Geological Survey, 2001, S. 7, 9 11, 15–16, 18, 32, 38–39, 41, 50, abgerufen am 2. Oktober 2016 (englisch).
6. 1 2 3  Annual Report of the Commissioner of Health of the Commonwealth of Pennsylvania. Harrisburg Publishing Company, (etc.), 1909, S. 742–743, 1122–1123 (books.google.com).
7. ↑  Topography. (PDF) Operation Scarlift, S. 4, abgerufen am 22. Dezember 2016 (englisch).
8. ↑  Rob Wheary:  All remains the same in Zerbe Township In: The Citizens Voice, 4. Januar 2012. Abgerufen am 2. Oktober 2016 (englisch).
9. ↑  Stephen P. Pousardien: PA 1191948 001 Zerbe Run frm 1969.pdf. (PDF) 14. Juli 1969, abgerufen am 2. Oktober 2016 (englisch).
10. ↑  Northumberland County. Abgerufen am 17. Dezember 2016 (englisch).
11. 1 2 3  Pennsylvania Natural Heritage Program: A natural areas inventory of Northumberland County, Pennsylvania Update 2008. (PDF) 2008, S. 39, 46, 49, abgerufen am 2. Oktober 2016 (englisch).
12. ↑  § 93.9m. Drainage List M. Susquehanna River Basin in Pennsylvania Susquehanna River. In: Pennsylvania Code. Abgerufen am 2. Oktober 2016 (englisch).